# إيرباص إيه 330 إم آر تي تي
إيرباص إيه 330 ناقلة وقود متعددة المهام (بالإنجليزية: (Airbus A330 Multi Role Tanker Transport (MRTT)، هي طائرة تقوم بتزويد الطائرات بالوقود في الجو، و تم اعتمادها من طائرة إيرباص إيه 330-200 و تم طلبها من طرف كل من القوات الجوية الملكية الأسترالية، سلاح الجو الملكي، القوات الجوية الإماراتية، القوات الجوية الملكية السعودية، كما تم اقتراح طائرة نورثروب غرومان كيه سي-45 و هي نسخة من إيه 330 إم آر تي تي للقوات الجوية الأمريكية .

## المشغلين

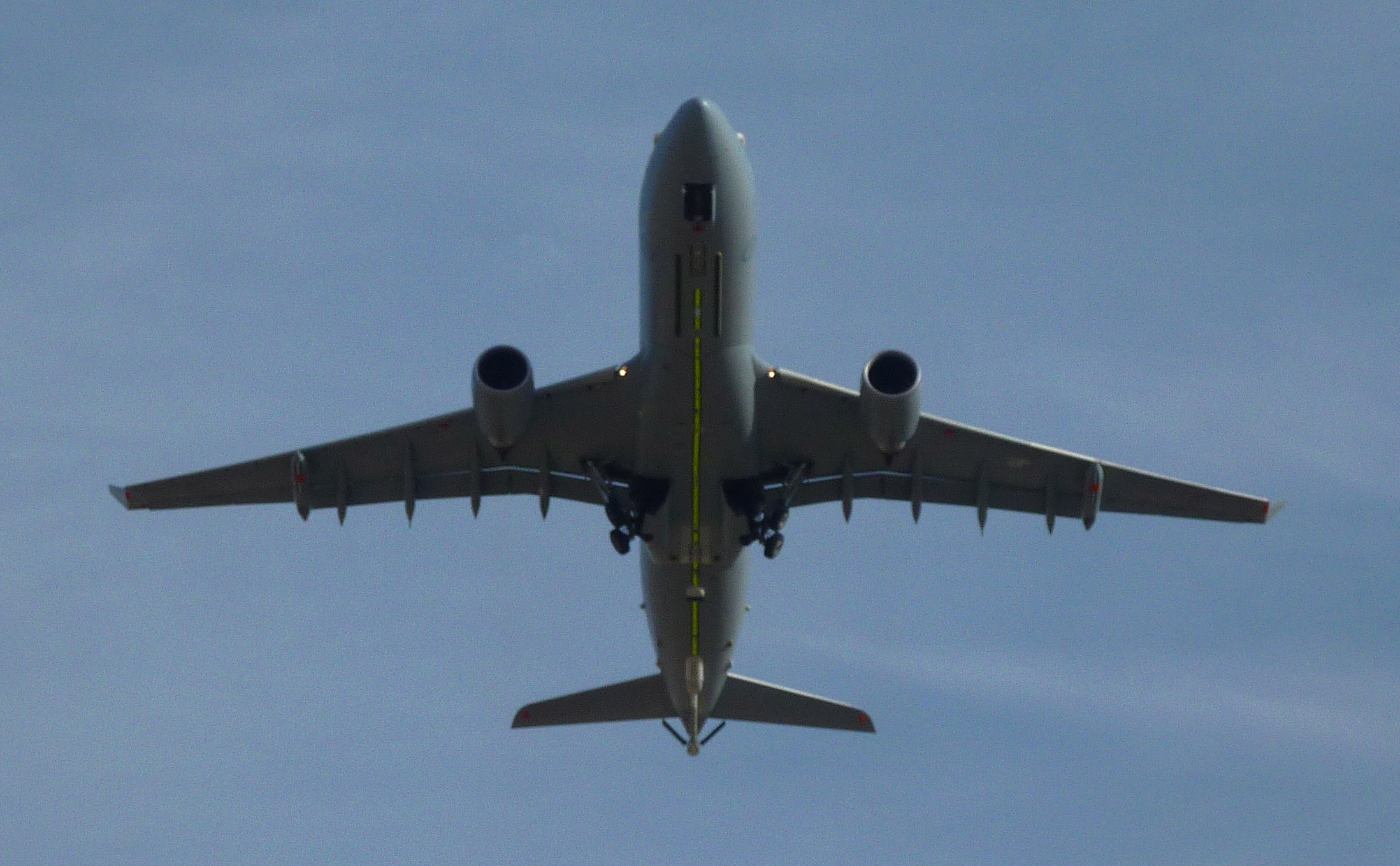
أول (A330-200 MRTT) تابعة لسلاح الجو الملكي الأسترالي تقلع في رحلة تجريبية من قاعدة خيتافي الجوية في إسبانيا

ما مجموعه 49 طائرة تحت الطلب مع 26 طائرة تم تسليمها.
 أستراليا
- القوات الجوية الملكية الأسترالية – 5 في الخدمة وهي «أول مشغل»[3][4] وطائرتين تحت الطلب[5]
  - 33 السرب.

 فرنسا
- القوات الجوية الفرنسية – 9 مطلوبة[6]

 هولندا
- سلاح الجو الملكي الهولندي – 2 مطلوبة

 السعودية
- القوات الجوية الملكية السعودية – 6 تم تسليمها[2]

 سنغافورة
- القوات الجوية السنغافورية – 6 مطلوبة[2]

 كوريا الجنوبية
- سلاح الجو الكوري الجنوبي – 4 مطلوبة[2]

 الإمارات العربية المتحدة
- القوات الجوية الإماراتية – 3 تم تسليمها.[7]
  - سرب التزود بالوقود جوا

 المملكة المتحدة
- سلاح الجو الملكي – 14 تم تسليمها (7 × KC2, 5 × KC3 + 2 fitted for KC3).[8]
  - 10 السرب[9]
  - 101 السرب

## المواصفات
المعلومات من A330 MRTT, KC-30, Airbus A330
الخصائص العامة
- طاقم: 3: 2 pilots, 1 AAR operator
- السعة: Various passenger configurations are available including 291 passengers (United Kingdom)[14] and 8 military pallets + 1LD6 container + 1 LD3 container (lower deck cargo compartments)
- الحمولة: 45,000 kg (99,000 lb) non-fuel payload
- الطول: 58.80 m (193 ft)
- باع الجناح: 60.3 m (198 ft)
- إرتفاع: 17.4 m (57 ft)
- جناح مساحتة: 362 m2 (3,900 ft2)
- الوزن فارغة: 125,000 kg (275,600 lb)
- وزن الإقلاع الأقصى: 233,000 kg (514,000 lb)
- محركات: 2× Rolls-Royce Trent 772B or General Electric CF6-80E1A4 or Pratt & Whitney PW 4170 محرك عنفي مروحيs, 320 kN (72,000 lbf)  320 kN الواحد
- كفاءة الوقود: 111,000 كـغ (245,000 رطل) max, 65,000 كـغ (143,000 رطل) بسرعة 1,000 nmi (1852 km) with 2 hours on station

 الأداء 
- السرعة القصوى: 880 km/h (475 knots, 547 mph)
- سرعة كروز: 860 km/h (464 knots, 534 mph)
- قُطر العمليات القتالية: 1,800 km (972 nmi) with 50 tonnes of fuel for 4 hours[15]
- المدى فارغة: 14,800 km (8,000 nmi, 9,200 mi)
- سقف الخدمة: 13,000 m (42,700 ft)